# Relaciones Polinesia Francesa-Unión Europea
Las relaciones entre Polinesia Francesa y la Unión Europea descansan sobre el hecho de que Polinesia Francesa es un país y territorio de ultramar de la Unión Europea (es decir, un territorio de un Estado miembro ubicado fuera de la Unión Europea).

## Ayuda al desarrollo
Polinesia Francesa se ha beneficiado del 9.º Fondo Europeo de Desarrollo para la formación profesional por un montante de 20,65 millones de euros. En el marco del 10.º fondo, se ha beneficiado de 19,79 millones de euros.

## Excepciones a las políticas comunitarias
| Estados miembros y territorios | En la Unión ? | Aplicación del derecho de la Unión | Ejecutoria ante los tribunales | Euratom | Ciudadanía de la Unión | Elecciones al Parlamento | Espacio Shenghen | Espacío IVA | Territorio Aduanero de la Unión | Mercado común      | Zona euro             |
| ------------------------------ | ------------- | ---------------------------------- | ------------------------------ | ------- | ---------------------- | ------------------------ | ---------------- | ----------- | ------------------------------- | ------------------ | --------------------- |
| Polinesia Francesa             | No            | Aplicación mínima(PTOM)            | Sí                             | Sí      | Sí                     | Sí                       | No               | No          | No                              | Aplicación parcial | No(XPF ligado al EUR) |